# Glaciar Columbia (Alaska)
El Glaciar Columbia, un glaciar ubicado en Prince William Sound en la costa sur del estado estadounidense de Alaska, es uno de los glaciares que se mueve más rápido en el mundo y ha estado en retroceso desde principios de la década de 1980.  Recibió su nombre en honor a la Universidad de Columbia, siendo uno de varios glaciares en la zona nombrados por la expedición Harriman a Alaska en 1899 en referencia a universidades estadounidenses de élite.  El origen de la rama principal del glaciar se origina se encuentra en el collado entre el monte Witherspoon y el monte Einstein.

## Tamaño

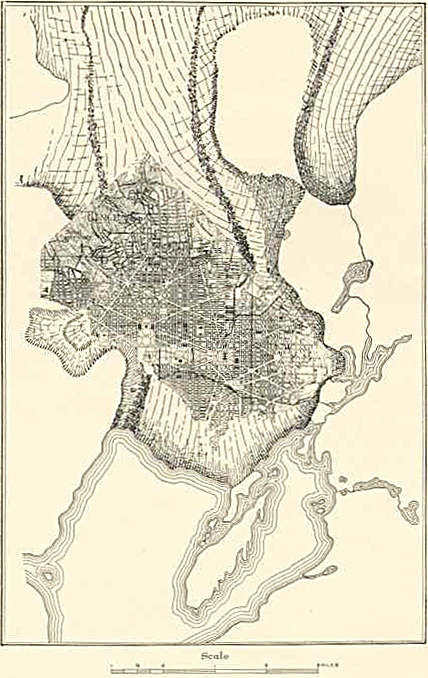
Ilustración de 1910 muestra el glaciar Columbia con el Distrito de Columbia superpuesto para comparar tamaños.

El buque M/V Columbia del sistema de transporte marítimo de Alaska (Alaska Marine Highway) recibe su nombre del Glaciar Columbia.
El glaciar serpentea a través de las montañas Chugach, en el oeste de Alaska. La franja despejada en la base de las montañas, conocida como la línea de recorte, muestra que el glaciar ha perdido 400 metros (1.300 pies) de espesor. Además, ha retrocedido 16,9 kilómetros (10,5 millas) desde que se tomó esa medición.[cita requerida]

## Retiro
La velocidad de retroceso del glaciar en su frente alcanzó un máximo de casi 30 metros (98,4 pies) por día en 2001, cuando liberaba icebergs a un ritmo aproximado de 7 kilómetros cúbicos (1,7 millas cúbicas) por año. Posteriormente el glaciar ha reducido su velocidad, lo que ha  provocado un aumento en la tasa de retroceso. Desde 1982, el frente del glaciar ha retrocedido un total de 16 kilómetros (9,9 millas), a una velocidad media de aproximadamente 0,6 kilómetros (0,37 millas) por año. Este retroceso ha estado acompañado por un adelgazamiento de casi 500 metros (1.600 pies) en la posición actual de frente. Se espera que en las próximas décadas retroceda otros 15 kilómetros (9,3 millas), hasta un punto donde el lecho del glaciar se eleva sobre el nivel del mar. Se preveía que el retroceso del glaciar Columbia estaría completo alrededor del año 2020. El avance y retroceso de los glaciares de marea no directamente forzado por el clima (los glaciares de marea cercanos pueden avanzar y retroceder simultáneamente), pero el retroceso rápido parece ser desencadenado por el adelgazamiento a largo plazo inducido por el clima. 

### Glaciar fotografiado en 1934

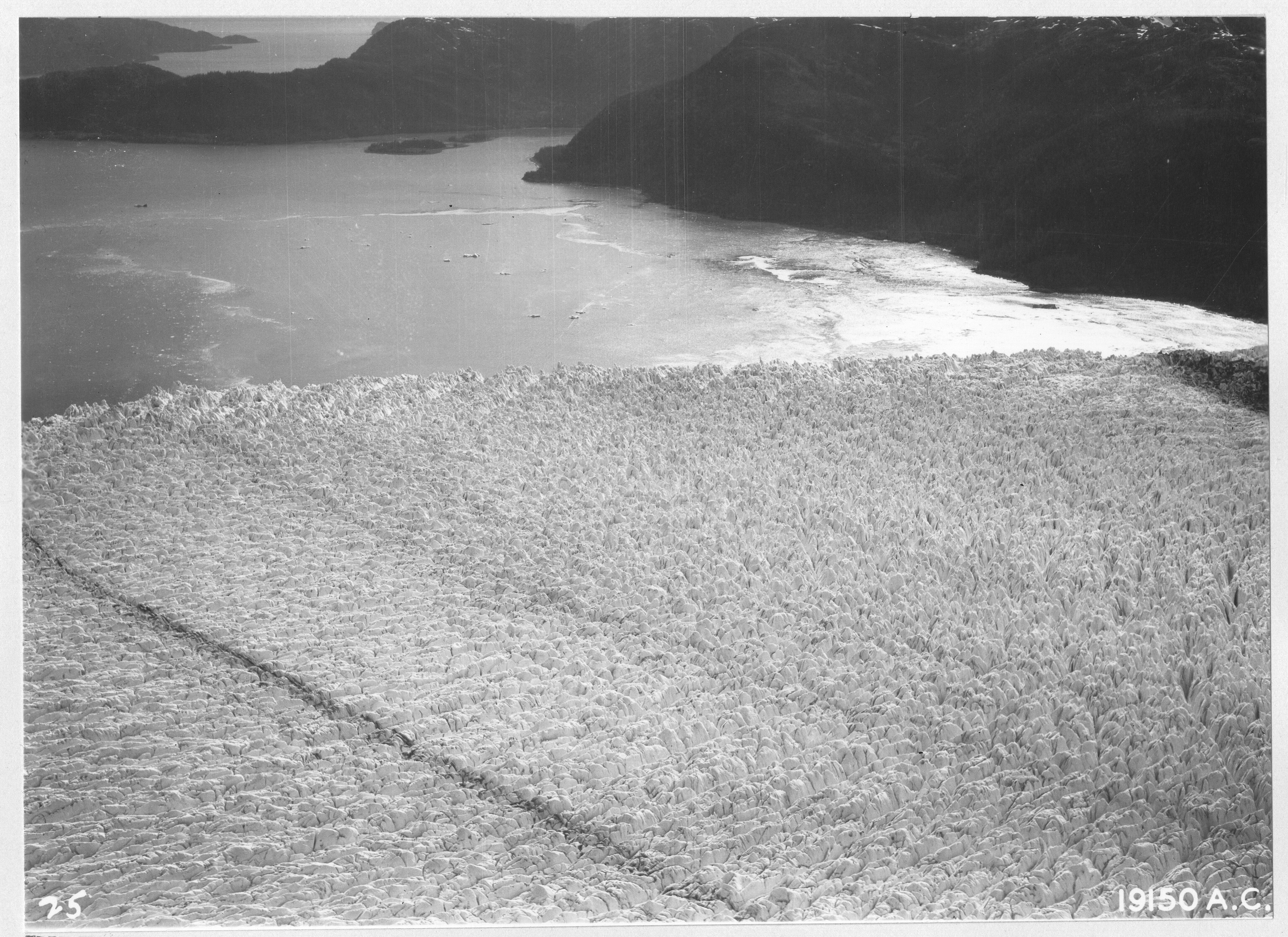
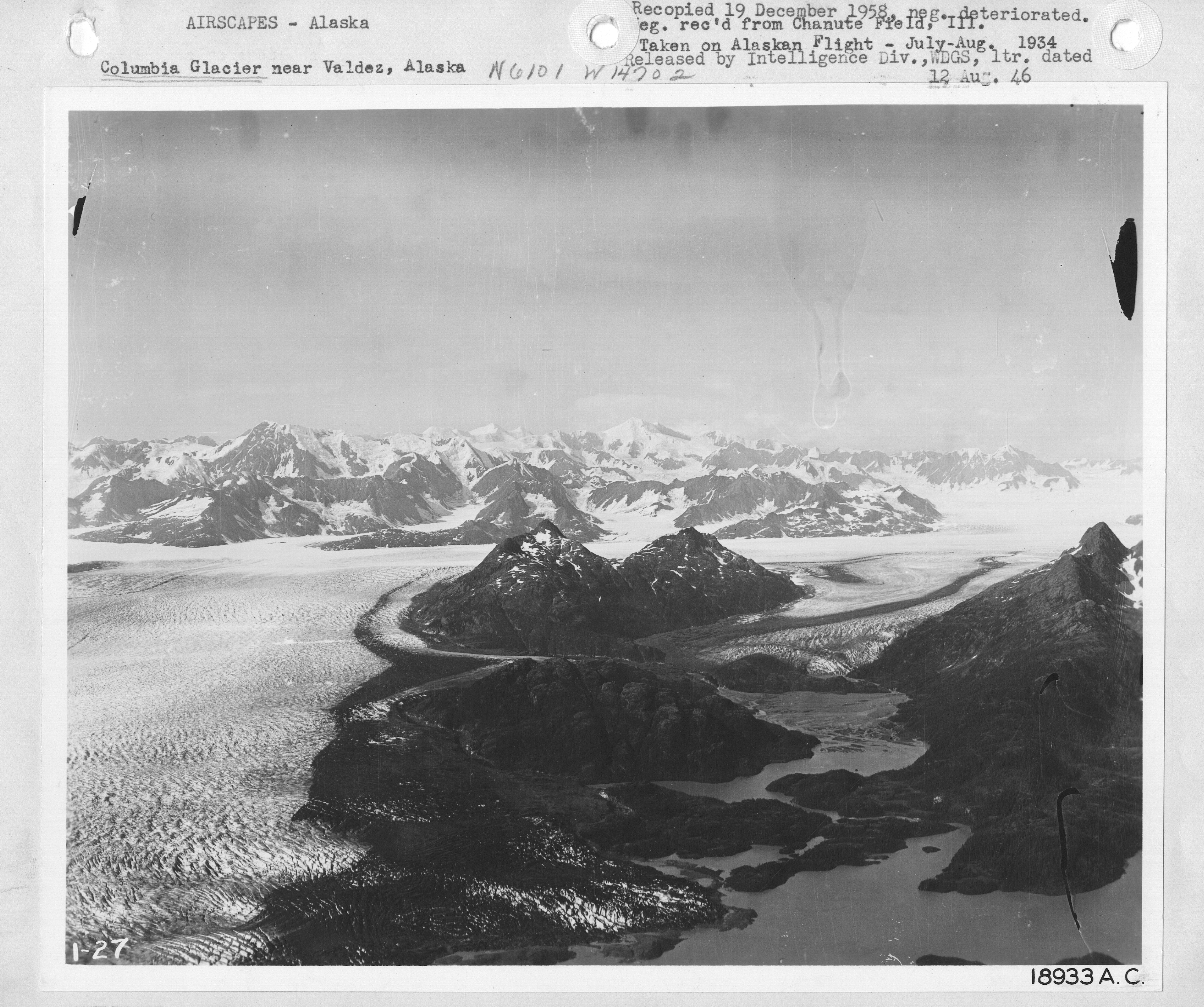
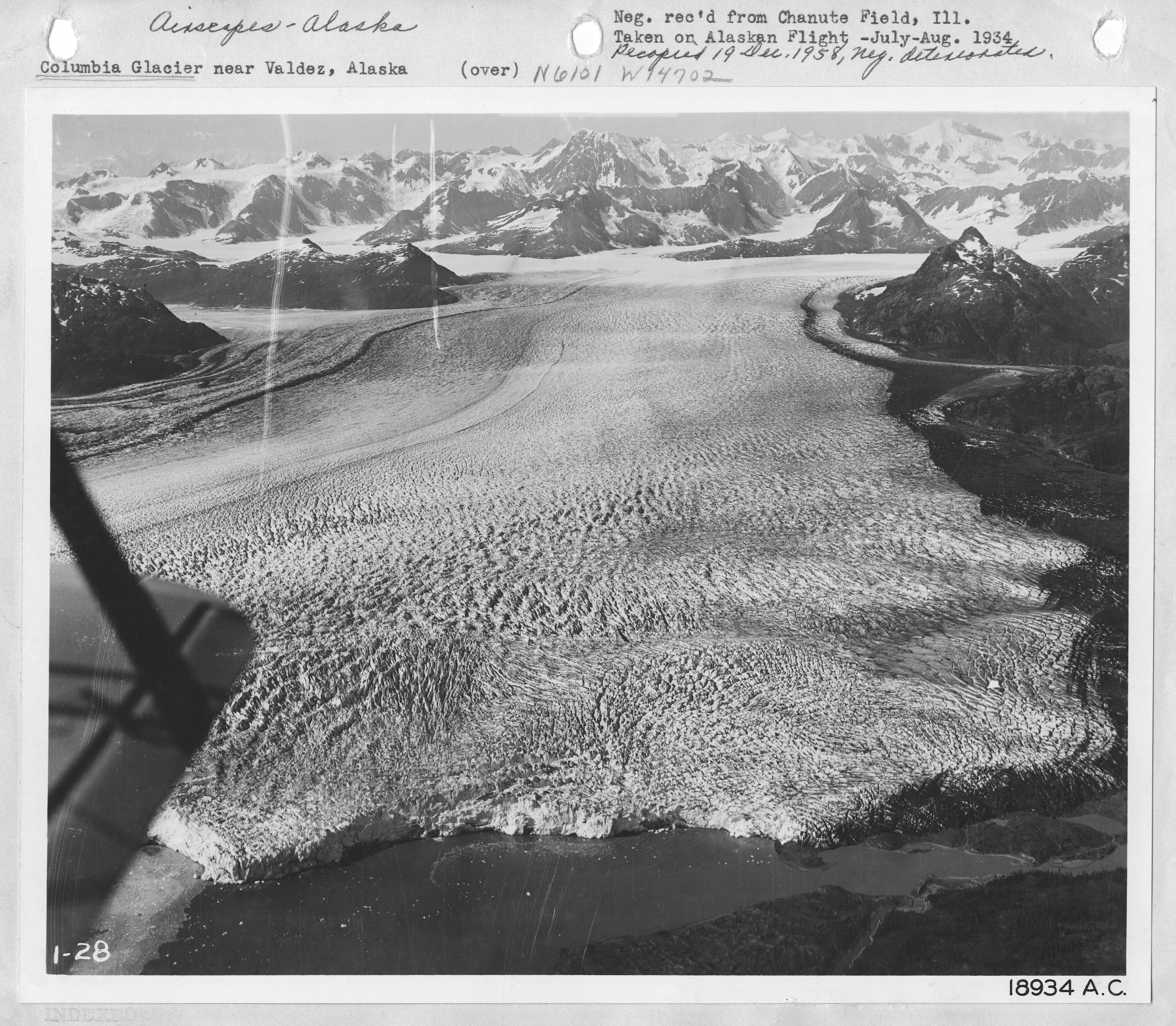
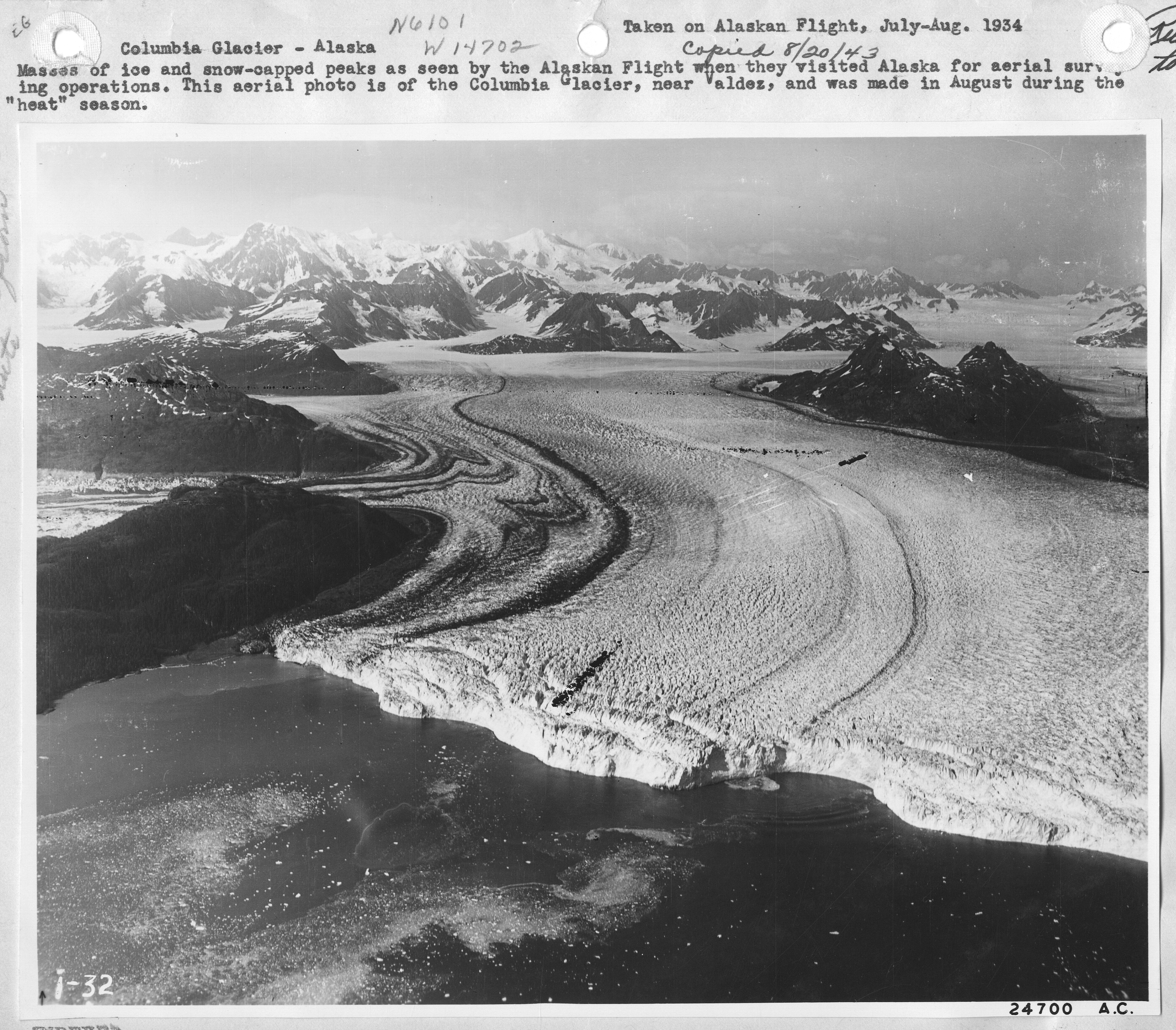